# Leymus fedtschenkoi
Leymus fedtschenkoi là một loài thực vật có hoa trong họ Hòa thảo. Loài này được Tzvelev mô tả khoa học đầu tiên năm 1972.